# Bacúch
Bacúch (allemand : Batzuch ,hongrois : Vaczok) est un village de Slovaquie situé dans la région de Banská Bystrica.

## Histoire
Première mention écrite du village en 1563.

## Démographie

### Évolution de la population
| Année:               | 1994. | 2004.   | 2014.   | 2024.   |
| -------------------- | ----- | ------- | ------- | ------- |
| Nombre de personnes: | 1112  | 1030    | 973     | 894     |
| Différence:          |       | -7,37 % | -5,53 % | -8,11 % |

| Année:               | 2023. | 2024.   |
| -------------------- | ----- | ------- |
| Nombre de personnes: | 897   | 894     |
| Différence:          |       | -0,33 % |